# Lapscheure
Lapscheure és un antic municipi de Bèlgica a la província de Flandes Occidental que el 1971 va fusionar amb Moerkerke i el 1977 amb la ciutat de Damme a la frontera amb Sluis als Països Baixos. Es troba en un típic paisatge de pòlders creuats per canals de desguàs i antics priels i dics, dels quals els més antics daten del segle XI-XIII.
El 2005 tenia 399 habitants a una superfície de 13,35 km². A principis del segle xix, l'excavació del canal Damse Vaart va portar una mica d'activitat econòmica, sobretot per la bòbila —avui desapareguda— «De Fonseca» a la frontera amb Hoeke, hi queden uns estanys on s'excavava l'argila. La població va atènyer la seva acme amb 700 habitants. Sobre l'etimologia del nom hi ha diverses teories: granja (neerlandès modern schuur) d'en Lappe, bretxa tapada o schorre amb un prefix de significat desconegut. El primer esment escrit Lappesscura es troba a un manuscrit del 1019, on es parla d'una capella sufragània de Moerkerke.

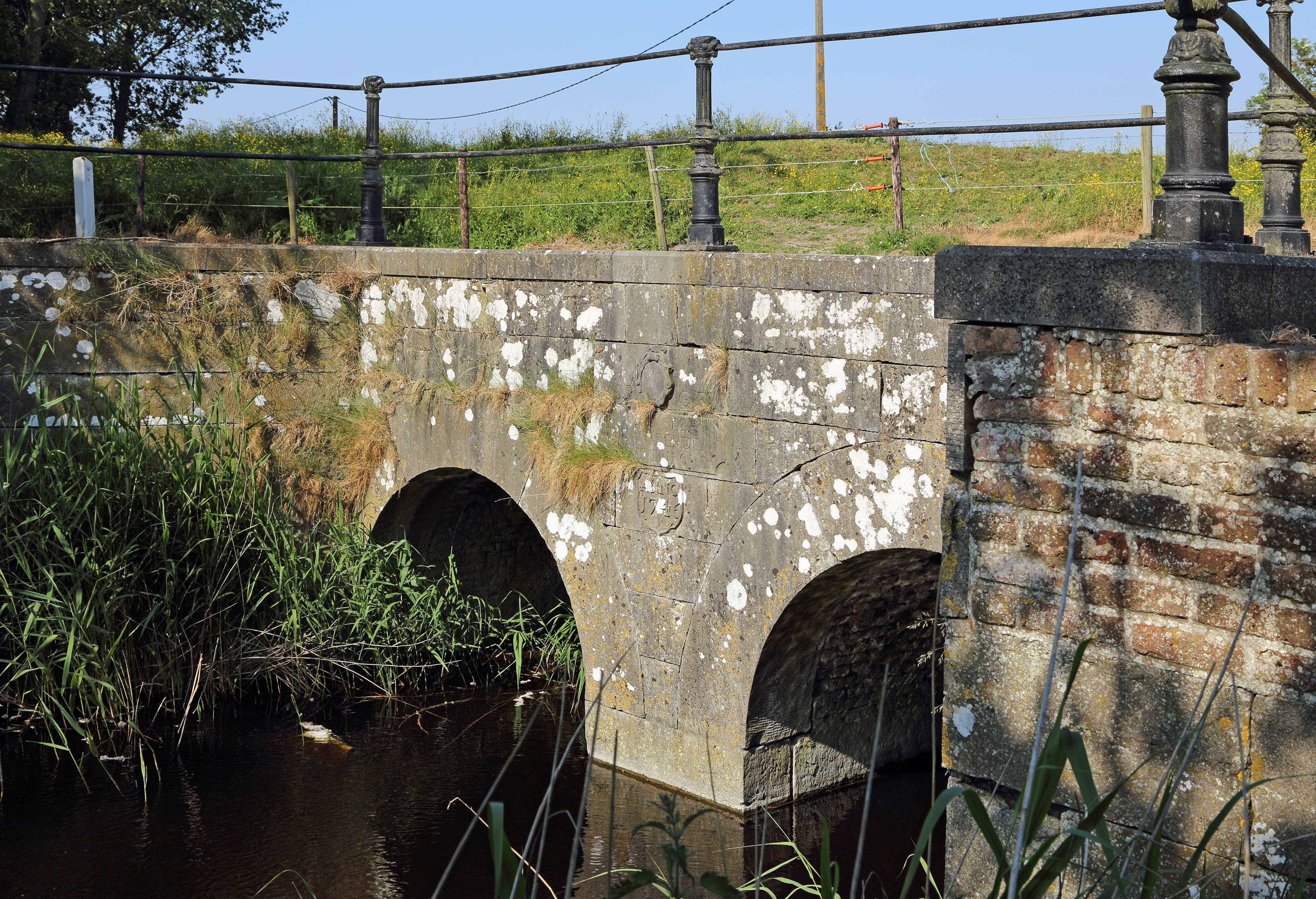
Antiga resclosa de desguàs «Blauwe Sluis» (1746)

A l'edat mitjana pertany a l'amt d'Oostkerke del Franconat de Bruges. El 1200 va esdevenir una parròquia independent. L'església és dedicada a Sant Quintí com que la majoria de les terres pertanyien a l'abadia de Saint-Quentin-en-Vermandois fins que el 1600 passà a l'abadia de Ter Duinen. Entre 1134 i 1160 el poble va sofrir de les marees vives i després es va haver de reconstruir els dics i tornar a polderitzar la zona, un obra que va començar a la fi del segle xii fins al 1246. Des del segle xv sovint es va trobar en zona de conflictes —i els estralls als dics fets pels militars van augmentar encara més els danys. Durant la Guerra dels Vuitanta Anys, els geuzen van saquejar i incendiar l'església. El 1583 els rebels contra l'ocupació espanyola van obrir altra vegada els dics, per protegir la ciutat de Sluis contra les tropes de Farnese. El 1587 Sluis va rendir-se i Felip II de Castella va ordenar la construcció d'un cercle de fortaleses, del qual dues al territori de Lapscheure. De 1611 a 1613 dics nous van permetre el desguàs de les terres més baixes. Després dels Tractats de la Barrera el 1715, quan els Habsburgs austríacs van recuperar els Països Baixos del sud de la Corona castellana, la parròquia va haver de cedir unes vuit hectàrees als Països Baixos del nord. El 1784, els neerlandesos tanquen la resclosa «Blauwe Sluis» el que dificulta el desguàs dels pòlders de Damme, Moerkerke i Lapscheure, s'ha de construir una resclosa nova en territori austríac a Knokke.

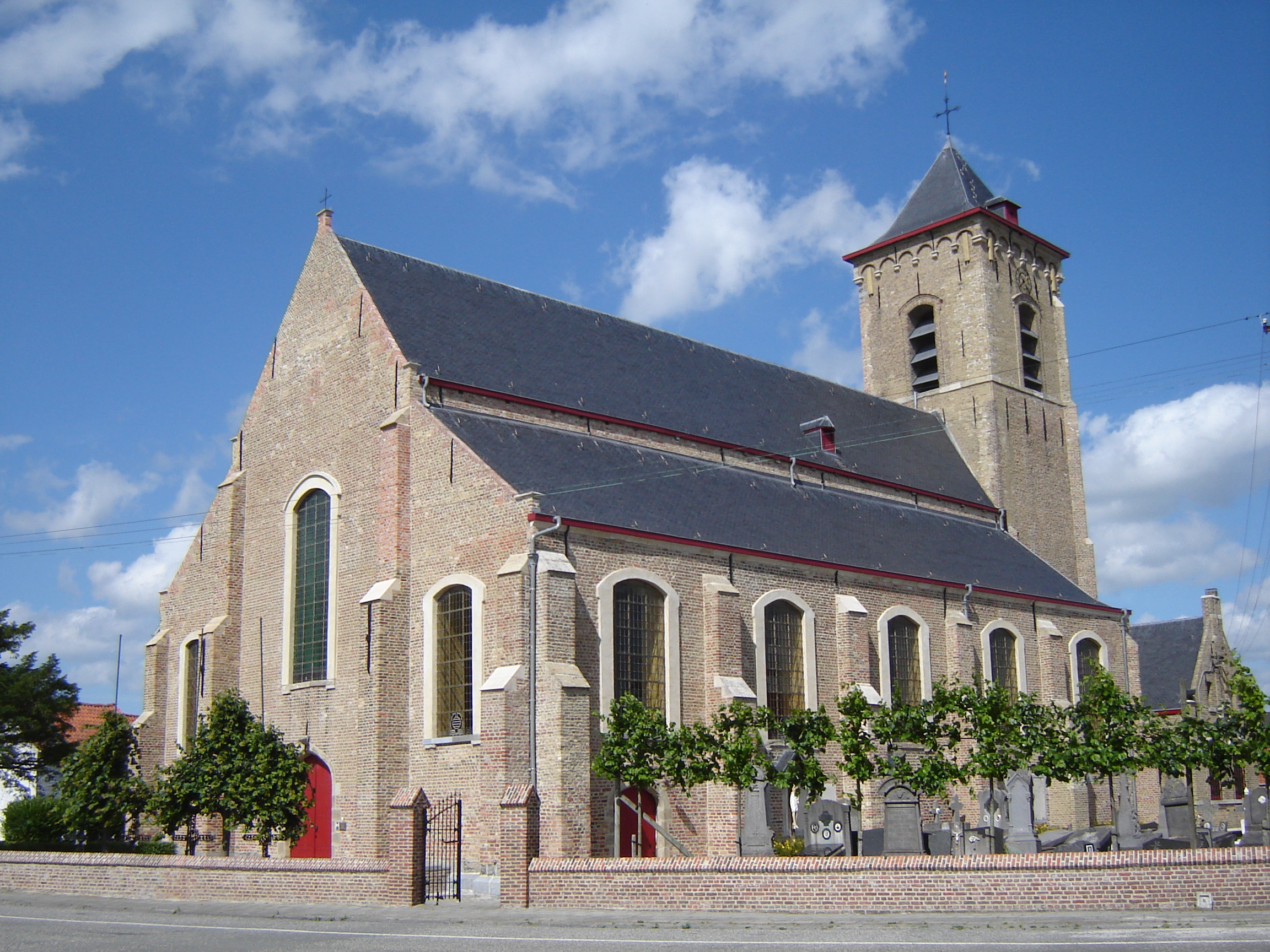
Església de la Trinitat i Sant Cristià

El 1830, quan Bèlgica va declarar la independència, els rebels belgues van foradar els dics altra vegada, per impedir una invasió des del nord. Després Lapscheure torna a trobar un període de pau relatiu fins avui. Durant la Primera Guerra Mundial els alemanys van construir l'Holland Stellung i una cadena de búnquers per controlar la frontera. La població va servir-se d'aquests búnquers durant la Segona Guerra Mundial com a refugi durant els bombardejos. Queda un poble rural. Com que la necessitat de mà d'obra a l'agricultura continua minvant i no s'urbanitza, la població continua minvant a poc a poc tot i l'encant que té per al turisme de vianants lents.

## Llocs d'interés
- Lapscheurse Gat, antic braç de mar
- Resclosa de desguàs Blauwe Sluis (monument llistat)